# Новые Карьявды (Шаранский район)
Новые Карьявды (баш. Яңы Ҡаръяуҙы) — село в Шаранском районе Республики Башкортостан Российской Федерации. Входит в состав Мичуринского сельсовета. Основано в 1760-х годах как поселение при поташном заводе, с начала 1860-х годов — деревня, примерно с 1940-х годов — село. С послереволюционных времён до 1953 года — центр сельсовета.
Население — 118 человек (2010).

## География
Село расположено невдалеке от впадения ручья Писман в реку Шаран, на автодороге 80Н-060 «Шаран — Новобалтачево — Андреевка».
В селе три улицы — Центральная (асфальтирована, представляет собой часть автодороги 80Н-060), Лесная и Луговая, протяжённость улично-дорожной сети составляет 1,70 км.

### Географическое положение
Расстояние:
- до районного центра (Шаран): 13 км,
- до центра сельсовета (Мичуринск): 5 км,
- до ближайшей ж/д станции (Туймазы): 55 км.

### Климат
Село, как и весь район, относится к лесостепной зоне, климат характеризуется как умеренно-континентальный. Среднегодовая температура воздуха — от 1,5 до 2,0 °С. Средняя температура воздуха самого тёплого месяца (июля) — 19 °C (абсолютный максимум — 40 °C); самого холодного (января) — −15 °C (абсолютный минимум — −49 °C). Среднегодовое количество атмосферных осадков составляет 429 мм с колебаниями от 415 до 580 мм, наибольшее количество выпадает летом и осенью. Распределение их по годам и по периодам года крайне неравномерное. Продолжительность снежного покрова в среднем 180 дней.
| Показатель                                                                            | Янв.  | Фев.  | Март | Апр. | Май  | Июнь | Июль | Авг. | Сен. | Окт. | Нояб. | Дек. |
| ------------------------------------------------------------------------------------- | ----- | ----- | ---- | ---- | ---- | ---- | ---- | ---- | ---- | ---- | ----- | ---- |
| Средний суточный максимум, °C                                                         | −8,9  | −7,5  | −0,8 | 9,1  | 17,3 | 21,5 | 24   | 22,3 | 15,7 | 7    | −1,1  | −7   |
| Средняя температура, °C                                                               | −11,6 | −10,6 | −4,2 | 4,7  | 12,8 | 17,4 | 20   | 18,3 | 12,1 | 4,4  | −3,2  | −9,3 |
| Средний суточный минимум, °C                                                          | −14,6 | −14   | −8,2 | −0,5 | 6,8  | 11,9 | 14,8 | 13,5 | 8,2  | 1,5  | −5,5  | −12  |
| Норма осадков, мм                                                                     | 42    | 34    | 39   | 38   | 52   | 72   | 59   | 57   | 58   | 64   | 49    | 46   |
| Источник: Климатические данные городов по всему миру. Дата обращения: 24 апреля 2023. |       |       |      |      |      |      |      |      |      |      |       |      |

## История
Основано по договору о припуске между 1759 и 1769 годами на вотчинных землях башкир Кыр-Еланской волости Казанской дороги помещичьими крестьянами О. А. Тевкелева (переселенцами из деревни Карьявды) как поселение при Шаранбашевском поташном заводе. С начала 1860-х годов — деревня Новые Карьявды.
В «Списке населенных мест по сведениям 1870 года», изданном в 1877 году, населённый пункт упомянут как деревня Новые Карьявды 3-го стана Белебеевского уезда Уфимской губернии. Располагалась при ключе, по правую сторону просёлочной дороги из Белебея в Мензелинск, в 122 верстах от уездного города Белебея и в 12 верстах от становой квартиры в селе Шаран (Архангельский Завод). Жители, кроме сельского хозяйства, занимались пчеловодством.
В 1895 году учтена как деревня Новые Карьявды (завод) Кичкиняшевской волости V стана Белебеевского уезда, имелись мечеть и мукомольная мельница. По описанию, данному в «Оценочно-статистических материалах», деревня находилась под горой, по склону на запад. По западной границе надела протекала река Шаран с впадающей в неё речкой Письмянкой; вдоль реки Шаран имелось много топких болот. По владению протекал небольшой ключ Рудник. Надел находился в одном месте, селение было на востоке надела. В последнее время усадьба увеличилась за счёт выгона, часть которого также была распахана, а лес был вырублен. Поля располагались возле селения, по горам, местами негодным для обработки; посредине полей поднималась высокая гора с крутыми склонами в разные стороны. Почва — чистый чернозём и около 80 десятин суглинистого чернозёма; на вершинах гор была обнажённая глина. Имелся овраг, берега которого поросли травой. Поля обрабатывались частью сабанами, частью сохами. Выгон был по неровному месту, по горам и оврагу. Скот частично отдавался на выпас пастухам с платой по 1 рублю 10 копеек с лошади и 50—60 копеек с коровы. К западу от селения, по берегу реки Шаран, на низком болотистом месте находился кустарник. В 1905 году — деревня Ново-Карьявды той же волости при речке Письмен-Илге, на просёлочной дороге, с мечетью.
В начале XX века очень распространённой в деревне была фамилия Галиуллин. В то время зять Саитгарея Тевкелева продал землю вокруг деревни Андрею Третьякову, и многие крестьяне, уже не надеясь на получение земли, оставили деревню и разъехались в разные края.
По данным подворной переписи, проведённой в уезде в 1912—1913 годах, деревня Ново-Каръявды входила в состав Ново-Каръявдинского сельского общества Кичкиняшевской волости. 5 хозяйств из 58 не имели надельной земли. Количество надельной земли составляло 331 казённую десятину, в том числе 221 десятина пашни и залежи, 19 десятин усадебной земли, 40 — сенокоса и 51 — неудобной земли. Также 37 хозяйств купили товариществом 193 десятины земли, 15,5 десятин было арендовано единолично 7 хозяйствами. 3 хозяйства сдали в аренду 17,25 десятин надельной и купчей земли. Посевная площадь составляла 222,19 десятин, из неё 93 десятины занимала рожь, 45,75 — овёс, 24 — пшеница, 19,37 — просо, 17,5 — греча, 15,12 — горох, 7,75 десятины — полба. Из скота имелось 142 лошади, 185 голов КРС, 319 овец и 20 коз. 4 человека занимались промыслами.
После революции семнадцати красноармейцам выделили усадьбы на отдельной улице, которая долгое время называлась улицей Красноармейцев.
В 1923 году произошло укрупнение волостей, и деревня вошла в состав Шаранской волости Белебеевского кантона Башкирской АССР. В 1930 году в республике было упразднено кантонное деление, образованы районы. Деревня вошла в состав Бакалинского района, а в 1932 году была передана Туймазинскому району. В 1935 году был создан Шаранский район, куда вошёл и Ново-Карьявдинский сельсовет. В то время деревня входила в состав колхоза «Молот». В 1939 году зафиксирована как деревня Ново-Карьявды, центр Ново-Карьявдинского сельсовета Шаранского района.
В годы Великой Отечественной войны на фронт ушли около ста сельчан. Их имена в XXI веке увековечили в памятном месте в центре села.
В 1952 году зафиксирована как село, центр того же Ново-Карьявдинского сельсовета, вошедшего в 1953 году в состав Шаранбаш-Князевского сельсовета. В 1960 году передано во вновь образованный Мичуринский сельсовет и вошло в состав совхоза «Мичуринский». С 1970 года и далее фиксируется как село Новые Карьявды.
В 1940—60-х годах село было одним из наиболее благоустроенных населённых пунктов района. Долгие годы работала водяная мельница. Дома были относительно большими, покрытыми тёсом или лубком, было несколько благоустроенных родников, много было зелени, особенно липы. Действовала неполная средняя школа, при которой имелся сад-огород.
В начале 1963 года в результате реформы административно-территориального деления село было включено в состав Туймазинского сельского района, с марта 1964 года — в составе Бакалинского, с 30 декабря 1966 года — вновь в Шаранском районе.
В 1999 году основным сельхозпредприятием села по-прежнему был совхоз «Мичуринский».

## Население
По состоянию на 2012 год в селе проживал 121 человек в 66 семьях.
| Год  | Число жителей | Мужчин | Женщин | Дворов | Преобладающие национальности/сословия |
| ---- | ------------- | ------ | ------ | ------ | ------------------------------------- |
| 1865 | 182           | 91     | 91     | 30     | все татары                            |
| 1895 | 296           | 145    | 151    | 45     | н/д                                   |
| 1902 | н/д           | 152    | н/д    | 50     | бывшие помещичьи крестьяне            |
| 1905 | 327           | 166    | 161    | 51     | н/д                                   |
| 1912 | 350           | 180    | 170    | 58     | помещичьи крестьяне из татар          |
| 1917 | 412           | н/д    | н/д    | 62     | все татары                            |
| 1920 | 367           | 176    | 191    | 65     | н/д                                   |
| 1920 | 402           | н/д    | н/д    | 70     | все татары                            |
| 1925 | н/д           | н/д    | н/д    | 74     | н/д                                   |
| 1939 | 595           | 276    | 319    | н/д    | н/д                                   |
| 1959 | 351           | 153    | 198    | н/д    | татары                                |
| 1970 | 279           | 121    | 158    | н/д    | татары                                |
| 1979 | 218           | 99     | 119    | н/д    | татары                                |
| 1989 | 184           | 83     | 101    | н/д    | татары                                |
| 2002 | 145           | 73     | 72     | н/д    | башкиры (67 %), татары (27 %)         |
| 2010 | 118           | 56     | 62     | н/д    | н/д                                   |

## Известные уроженцы
Уроженцем села был Миргай Ахмаевич Фархутдинов (1915—1944) — старший лейтенант, командир пулемётной роты 1041-го стрелкового полка, Герой Советского Союза. Воспитывался дедом в деревне Ново-Турбеево. Участвовал в советско-финской и Великой Отечественной войнах, получил смертельные ранения при форсировании реки Южный Буг, звание Героя Советского Союза присвоено посмертно.

## Инфраструктура
Село по состоянию на 2009 год было центром отделения КФХ «Шаран-Агро», имеется молочно-товарная ферма.
До недавнего времени работал фельдшерско-акушерский пункт. Сейчас село обслуживает Шаранская центральная районная больница; а фельдшерско-акушерский пункт, как и почтовое отделение, средняя школа находятся в Мичуринске, центре сельсовета.
Село электрифицировано и газифицировано, есть магазин. Водоснабжение осуществляется из шахтных колодцев и скважин на индивидуальных подворьях; канализация — выгребные ямы. В северной части села расположено кладбище площадью 1,02 га.

## Достопримечательности
В 2020 году в центре села был открыт памятник сельчанам — участникам Великой Отечественной войны с именами и фамилиями 100 воинов.

## Транспорт
Имеется автобусная остановка «Новые Карьявды», на ней останавливается автобус «Шаран — Уфа».

### Комментарии
1. ↑  По официальным данным переписи.
2. ↑  По данным современного подсчёта по сохранившимся подворным карточкам.